# Truth or Dare by Madonna
Truth or Dare by Madonna foi uma marca de estilo de vida idealizada pela artista estadunidense Madonna. O projeto surgiu como o segundo empreendimento da MG Icon LLC, uma joint venture formada por Madonna, seu empresário Guy Oseary e o Iconix Brand Group. Tal sucedeu a Material Girl, uma linha de roupas criada por Madonna e sua filha Lourdes em 2010. No lançamento, a coleção oferecia bolsas, calçados, acessórios, roupas íntimas e fragrâncias.
A marca tinha como público-alvo mulheres entre 27 e 50 anos. O primeiro produto lançado foi um perfume inspirado na fragrância da mãe de Madonna, desenvolvido pela Coty, Inc. e lançado em parceria com a Macy's nos Estados Unidos em abril de 2012 e globalmente em maio. Madonna colaborou com Stephen Nilsen na criação do perfume e com Fabien Baron na divulgação.

## Antecedentes
Em novembro de 2011, Madonna anunciou o lançamento de sua segunda marca de estilo de vida, Truth or Dare by Madonna, voltada para mulheres de 27 a 50 anos. A iniciativa seguiu o sucesso da Material Girl, criada com sua filha Lourdes. A nova marca foi desenvolvida pela MG Icon, uma joint venture entre Madonna, seu empresário Guy Oseary e o Iconix Brand Group. O CEO da Iconix, Neil Cole, acreditava que, após o êxito de Material Girl, haveria grande demanda por uma linha exclusiva da cantora. A Truth or Dare estrearia com bolsas, calçados, acessórios, lingerie e fragrâncias. Em entrevista ao Women's Wear Daily, Madonna revelou a inspiração por trás do nome Truth or Dare:

Nos últimos anos, recebi diversas propostas para lançar minha própria marca. Agora, com grandes parceiros na Iconix, finalmente posso transformar essa ideia em realidade. Sempre fui fascinada por fragrâncias e, por muito tempo, quis criar algo que expressasse quem sou — algo pessoal, autêntico e ousado, que também ressoasse com outras pessoas. Foi assim que nasceu o nome Truth or Dare.

## Desenvolvimento
Neil Cole revelou que o plano inicial da marca incluía o lançamento de fragrâncias e acessórios em 2012. Em setembro de 2011, o Women's Wear Daily noticiou que a Coty, Inc. negociava uma parceria com Madonna, o que foi confirmado seguidamente. A primeira fragrância, chamada Truth or Dare, foi lançada em abril de 2012 com exclusividade na Macy's nos EUA, com distribuição global prevista para maio. Descrita como floral e com cheiro de madeira e baunilha, a fragrância veio em um frasco que refletia a dualidade da marca: clássico e sofisticado, com toques modernos e ousados.

## Produtos

### Calçados
Em março de 2012, foi anunciado o segundo produto da marca: uma linha de calçados femininos em parceria com o ALDO Group. A coleção inicial trouxe mais de 60 modelos. Os produtos foram disponibilizados em lojas como Nordstrom, ASOS.com e Macy's nos Estados Unidos, Selfridges no Reino Unido e Hudson's Bay e Little Burgundy Stores no Canadá.